# 1941反擊戰
《1941 反擊戰》是卡普空於1990年推出的捲軸射擊遊戲，為《1942》和《1943》的續作。
遊戲以第二次世界大战為背景，玩家操作美軍的P-38闪电式战斗机或英軍的蚊式轟炸機，在北大西洋、歐洲、德國國內战场上作戰。遊戲延續《1943》的「耐打油箱制」，即玩家的飛機受到攻擊時不會立即墜毀，而是會損失能源。當能源耗盡時，遊戲即告结束。